# Mario Ciusa Romagna
Mario Ciusa Romagna (Nuoro, 6 marzo 1909 – Cagliari, 18 novembre 2006) è stato un educatore, saggista e politico italiano.

## Biografia
Nato a Nuoro nel 1909 da Salvatore, fratello dello scultore Francesco, e da Maria Veronica Romagna di Oliena. Nel 1933 conseguì la laurea in lettere presso l'Università di Firenze e, una volta rientrato a Nuoro, iniziò ad esercitare la professione di insegnante presso il locale istituto magistrale e poi al liceo classico Giorgio Asproni.
Nel 1943 venne nominato primo sindaco di Nuoro dopo la caduta dalla dittatura fascista.
A Nuoro fu tra i fondatori del premio letterario Grazia Deledda nel 1952 e della Biennale d'arte "Premio Sardegna" nel 1953; nel 1959 si trasferì a Cagliari. Fu collaboratore di Radio Sardegna e di varie testate giornalistiche, quali La Nuova Sardegna, L'Unione Sarda e Ichnusa, oltre che scrittore e critico letterario; per Mondadori curò la prima edizione dei Canti di Sebastiano Satta.
Morì a Cagliari il 18 novembre 2006. Il 7 dicembre 2009 gli è stata intitolata la biblioteca comunale di Oliena.

## Opere (selezione)
- Cronache d'arte. Movimenti, tendenze, protagonisti del Novecento in Sardegna (2004)
- La pietra e il muschio (2005)